# Lappila
Lappila är en tätort (finska: taajama) i Kärkölä kommun i landskapet Päijänne-Tavastland i Finland. Vid tätortsavgränsningen den 31 december 2021 hade Lappila 266 invånare och omfattade en landareal av 1,69 kvadratkilometer.